# سوخو-۱۵ (۱۹۴۹)
سوخو-۱۵ (به انگلیسی: Sukhoi Su-15 (1949)) یک هواگرد ساختِ کارخانهٔ سوخو در کشور اتحاد جماهیر سوسیالیستی شوروی است. نخستین استفاده‌کنندهٔ این هواپیما نیروی هوایی شوروی بوده‌است. این هواگرد برای نخستین بار در ۱۱ ژانویه ۱۹۴۹ میلادی مورد استفاده قرار گرفت.